# Aymen Soltani
Pour les articles homonymes, voir Soltani.
Aymen Soltani (arabe : أيمن السلطاني), né le 1er février 1987 à Dahmani, est un footballeur tunisien évoluant au poste d'attaquant.

## Carrière
- ?-2005 : Club sportif de Dahmani (Tunisie)
- 2005-juillet 2010 : Étoile sportive du Sahel (Tunisie)
  - juillet-décembre 2007 : Olympique de Béja (Tunisie), prêt
  - juillet 2008-juin 2009 : Avenir sportif de Kasserine (Tunisie), prêt
  - juillet 2009-juin 2010 : Olympique de Béja (Tunisie), prêt
- juillet 2010-janvier 2011 : Espoir sportif de Hammam Sousse (Tunisie)
- janvier 2011-janvier 2013 : Club africain (Tunisie)
- janvier-juillet 2013 : Espoir sportif de Hammam Sousse (Tunisie)
- juillet 2013-janvier 2014 : Union sportive monastirienne (Tunisie)
- janvier 2014-juillet 2016 : Espoir sportif de Hammam Sousse (Tunisie)
- juillet 2016-juin 2017 : Dahmani Athlétique Club (Tunisie)

## Palmarès
- Coupe de Tunisie : 2010